# Олексіївка (Голованівський район)
Олексі́ївка — село в Голованівській громаді Голованівського району Кіровоградської області України. Населення становить 48 осіб.

## Населення
Згідно з переписом УРСР 1989 року чисельність наявного населення села становила 70 осіб, з яких 25 чоловіків та 45 жінок.
За переписом населення України 2001 року в селі мешкало 48 осіб.

### Мова
Розподіл населення за рідною мовою за даними перепису 2001 року:
| Мова       | Відсоток |
| ---------- | -------- |
| українська | 95,83 %  |
| російська  | 4,17 %   |